# Lista över master som är högre än 600 meter
| Namn                                              | Höjd (totalt) | Höjd (totalt) | År       | Land  | Ort                                | |
| ------------------------------------------------- | ------------- | ------------- | -------- | ----- | ---------------------------------- | --- |
| Konstantynows radiomast                           | 2124 fot      | 646,4 m       | 1974     | Polen | Konstantynów, Masoviens vojvodskap | Den var över 646 meter hög och var den högsta byggnadsverket i världen under åren 1974–1991, dvs fram till dess kollaps. Ingen högre anläggning uppfördes någonstans i världen - fram till den 19 maj 2008, då rekordet slogs av Burj Khalifa. |
| KVLY/KTHI TV Mast                                 | 2063 fot      | 628,8 m       | 1963     | USA   | Blanchard, North Dakota            | |
| KXJB Tower                                        | 2060 fot      | 627,8 m       | 1998     | USA   | Galesburg, North Dakota            | |
| KXTV/KOVR Tower                                   | 2049 fot      | 624,5 m       | 2000     | USA   | Walnut Grove, California           | |
| KATV Tower                                        | 2000 fot      | 609,6 m       | 1965     | USA   | Redfield, Arkansas                 | |
| WECT TV6 Tower                                    | 2000 fot      | 609,6 m       | 1969     | USA   | Colly Township, North Carolina     | |
| WOI-Tower                                         | 2000 fot      | 609,6 m       | 1972     | USA   | Alleman, Iowa                      | |
| Des Moines Hearst-Argyle Television Tower Alleman | 2000 fot      | 609,6 m       | 1974     | USA   | Alleman, Iowa                      | |
| WEAU-Tower                                        | 2000 fot      | 609,6 m       | 1981     | USA   | Fairchild, Wisconsin               | |
| Diversified Communications Tower                  | 2000 fot      | 609,6 m       | 1981     | USA   | Floyd Dale, South Carolina         | |
| AFLAC Tower                                       | 2000 fot      | 609,6 m       | 1984     | USA   | Rowley, Iowa                       | |
| WBTV-Tower                                        | 2000 fot      | 609,6 m       | 1984     | USA   | Dallas, North Carolina \|          | |
| Hearst-Argyle Tower                               | 2000 fot      | 609,6 m       | 1985     | USA   | Walnut Grove, California           | |
| KVLY/KTHI TV Mast                                 | 2063 fot      | 628,8 m       | 1963     | USA   | Blanchard, North Dakota            | |
| KXJB Tower                                        | 2060 fot      | 627,8 m       | 1998     | USA   | Galesburg, North Dakota            | återuppbyggd efter att ha rasat 14 februari 1966 och 6 april 1997 |
| KXTV/KOVR Tower                                   | 2049 fot      | 624,5 m       | 2000     | USA   | Walnut Grove, California           | |
| KATV Tower                                        | 2000 fot      | 609,6 m       | 1965     | USA   | Redfield, Arkansas                 | byggt 12 september 1965 enligt , men 1967 enligt andra källor |
| KCAU TV Tower                                     | 2000 fot      | 609,6 m       | 1965     | USA   | Sioux City, Iowa                   | byggd 30 november 1965 enligt |
| WECT TV6 Tower                                    | 2000 fot      | 609,6 m       | 1969     | USA   | Colly Township, North Carolina     | |
| WOI-Tower                                         | 2000 fot      | 609,6 m       | 1972     | USA   | Alleman, Iowa                      | även kallad NYT Broadcast Holdings Tower |
| Des Moines Hearst-Argyle Television Tower Alleman | 2000 fot      | 609,6 m       | 1974     | USA   | Alleman, Iowa                      | |
| WEAU-Tower                                        | 2000 fot      | 609,6 m       | 1981     | USA   | Fairchild, Wisconsin               | |
| Diversified Communications Tower                  | 2000 fot      | 609,6 m       | 1981     | USA   | Floyd Dale, South Carolina         | |
| AFLAC Tower                                       | 2000 fot      | 609,6 m       | 1984     | USA   | Rowley, Iowa                       | |
| WBTV-Tower                                        | 2000 fot      | 609,6 m       | 1984     | USA   | Dallas, North Carolina             | |
| Hearst-Argyle Tower                               | 2000 fot      | 609,6 m       | 1985     | USA   | Walnut Grove, California           | |
| WTTO Tower                                        | 2000 fot      | 609,6 m       | 1986     | USA   | Windham Springs, Alabama           | |
| WCSC-Tower                                        | 2000 fot      | 609,6 m       | 1986     | USA   | Awendaw, South Carolina            | |
| KTVE-Tower                                        | 2000 fot      | 609,6 m       | 1987     | USA   | Bolding, Arkansas                  | även kallad SpectraSite Tower Bolding |
| WCTV Tower                                        | 2000 fot      | 609,6 m       | 1987     | USA   | Metcalf, Georgia                   | |
| TV Alabama Tower                                  | 2000 fot      | 609,6 m       | 1996     | USA   | Windham Springs, Alabama           | |
| KDLT Tower                                        | 2000 fot      | 609,6 m       | 1998     | USA   | Rowena, South Dakota               | |
| KMOS TV Tower                                     | 1999 fot      | 609,6 m       | 2002     | USA   | Syracuse, Missouri                 | även kallad Rohn Tower |
| WRAL HDTV Mast                                    | 1999 fot      | 609,5 m       | 1991     | USA   | Auburn, North Carolina             | återuppbyggd efter att två master på 609,3 meter rasat i december 1989 |
| Perry Broadcasting Tower                          | 1999 fot      | 609,5 m       | 2004     | USA   | Alfalfa, Oklahoma                  | |
| Vertical Properties Tower Busterville,            | 1999 fot      | 609,5 m       | planerad | USA   | Busterville, Texas                 | |
| KY3 Tower                                         | 1999 fot      | 609,4 m       | 2000     | USA   | Fordland, Missouri                 | |
| SpectraSite Tower Thomasville                     | 1999 fot      | 609,4 m       | 2002     | USA   | Thomasville, Georgia               | |
| Pegasus Broadcasting Tower                        | 1999 fot      | 609,4 m       | planerad | USA   | Metcalf, Georgia                   | |
| CBC Real Estate Tower Auburn                      | 1999 fot      | 609,4 m       | planerad | USA   | Auburn, North Carolina             | |
| KLDE Tower                                        | 2018 fot      | 609,3 m       | 1986     | USA   | Liverpool, Texas                   | även kallad Clear Channel Broadcasting Tower, TX |
| WCKW/KSTE-Tower                                   | 1999 fot      | 609,3 m       | 1988     | USA   | Vacherie, Louisiana                | även kallad Clear Channel Broadcasting Tower, LA |
| American Towers Tower Elkhart                     | 1999 fot      | 609,3 m       | 2001     | USA   | Elkhart, Iowa                      | |
| Salem Radio Properties Tower                      | 1999 fot      | 609,3 m       | 2002     | USA   | Collinsville, Texas,               | |
| WLBT Tower                                        | 1998 fot      | 609 m         | 1999     | USA   | Raymond, Mississippi               | |
| Beasley Tower                                     | 1998 fot      | 608,7 m       | planerad | USA   | Immokalee, Florida                 | |
| KYTV Tower 2                                      | 1998 fot      | 608,4 m       | 1973     | USA   | Marshfield, Missouri               | även kallad American Tower Management |
| SpectraSite Tower Raymond                         | 1998 fot      | 608,4 m       | planerad | USA   | Raymond, Mississippi               | |
| Radio Tower Hoyt                                  | 1998 fot      | 608,38 m      | 2003     | USA   | Hoyt, Colorado                     | |
| Service Broadcasting Tower Decatur                | 1994 fot      | 608,1 m       | 2000     | USA   | Decatur, Texas                     | |
| WTVD Tower                                        | 1992 fot      | 607,8 m       | 1978     | USA   | Auburn, North Carolina             | |
| Channel 40 Tower                                  | 1992 fot      | 607,8 m       | 1985     | USA   | Walnut Grove, California           | |
| KHYS Tower                                        | 1992 fot      | 607,2 m       | 1997     | USA   | Devers, Texas,                     | |
| Clear Channel Broadcasting Tower Devers           | 1992 fot      | 607 m         | 1988     | USA   | Devers, Texas                      | |
| Media General Tower                               | 1992 fot      | 607 m         | 1987     | USA   | Awendaw, South Carolina            | |
| Eastern North Carolina Broadcasting Tower         | 1988 fot      | 606,2 m       | 1980     | USA   | Trenton, North Carolina            | |
| WNCN Tower                                        | 1988 fot      | 606,2 m       | 2000     | USA   | Auburn, North Carolina             | |
| KELO TV Tower                                     | 1988 fot      | 605 m         | 1974     | USA   | Rowena, South Dakota               | |
| WITN Tower                                        | 1988 fot      | 605 m         | 1979     | USA   | Grifton, North Carolina            | även kallad Gray Television Tower |
| Noe Corp Tower                                    | 1988 fot      | 604,7 m       | 1998     | USA   | Columbia, Louisiana                | |
| Pappas Telecasting Tower                          | 1988 fot      | 603,6 m       | 2000     | USA   | Plymouth County, Iowa              | |
| KHOU-TV Tower                                     | 1988 fot      | 602 m         | 1992     | USA   | Missouri City, Texas               | |
| Richland Towers Tower Missouri City               | 1972 fot      | 601,3 m       | 2001     | USA   | Missouri City, Texas               | |
| Senior Road Tower                                 | 1972 fot      | 600,7 m       | 1983     | USA   | Missouri City, Texas               | |
| KTRK-TV Tower                                     | 1972 fot      | 600,5 m       | 1982     | USA   | Missouri City, Texas               | |
| Houston Tower Joint Venture Tower                 | 1972 fot      | 600,5 m       | 1985     | USA   | Missouri City, Texas               | |
| American Towers Tower Missouri City               | 1972 fot      | 600,5 m       | 2000     | USA   | Missouri City, Texas               | |
| Fox-TV Tower                                      | 1972 fot      | 600,4 m       | 1982     | USA   | Missouri City, Texas               | |
| Mississippi Telecasting Tower                     | 1969 fot      | 600 m         | 1982     | USA   | Inverness, Mississippi             | |
| WCNC-TV Tower                                     | 1969 fot      | 600 m         | 1992     | USA   | Dallas, North Carolina             | |
| Capstar Radio Tower                               | 1969 fot      | 600 m         | 2001     | USA   | Middlesex, North Carolina          | |